# Bulbophyllum dhaninivatii
Bulbophyllum dhaninivatii là một loài phong lan thuộc chi Bulbophyllum.